# Eustrotia flavonitens
Eustrotia flavonitens är en fjärilsart som beskrevs av Jules Leon Austaut 1880. Eustrotia flavonitens ingår i släktet Eustrotia och familjen nattflyn. Inga underarter finns listade i Catalogue of Life.